# Маланчук, Валентин Ефимович
Валентин Ефимович Маланчук (13 ноября 1928, Проскуров — 25 апреля 1984, Киев) — украинский советский партийный и научный деятель.
Родился 13 ноября 1928 года в Проскурове (ныне г. Хмельницкий) в семье служащего. Его отец был секретарем Лопатинского райкома КПУ.
Работал в совхозе, затем на сахарозаводе в Хмельницкой области. В 1950 году окончил Львовский университет (где был комсоргом), вступил в ВКП(б) и был избран секретарем обкома комсомола (ЛКСМУ). С 1952 — на партийной работе: инструктор, лектор, завотделом науки и культуры, помощник 1 секретаря, с 1963 — секретарь по идеологии Львовского обкома КП Украины. Доктор исторических наук (1963), профессор (1968), специализировался на истории решения национального вопроса на Западной Украине.
Находясь на должности секретаря Львовского обкома КПУ по идеологии, приобрел славу теоретика и борца с «украинским национализмом», приостановив на территории области решение об обязательном введении украинского языка в высших учебных заведениях.
В 1967 году переведен в Киев на должность заместителя министра высшего образования Украинской ССР. С октября 1972 по апрель 1979 — секретарь ЦК КП Украины по идеологии и кандидат в члены Политбюро ЦК КП Украины. Находясь на ортодоксально-консервативных позициях, вел непримиримую борьбу против всех проявлений «украинского национализма».
В 1979 году был снят с поста и переведен на преподавательскую работу, был заведующим кафедрой Истории партии Киевского политехнического института. Скончался 25 апреля 1984 года.

## Сочинения
- Борьба трудящейся молодёжи Западной Украины под руководством коммунистов за воссоединение с Советской Украиной (1929—1939). Кандидатская диссертация. Львовский университет, 1955.
- Історія однієї зради. Львів, 1956 (первая в СССР книга про ЗУНР)
- Молодість, гартована в боях. Львів, 1957; Москва, 1960
- Поширення марксистсько-ленінських ідей на Західній Україні (в соавторстве с М.Волянюком). Львів, 1960
- Торжество ленінської національної політики. Львів, 1963
- З народом, для народу. // Жовтень. № 6. 1963
- У братній Радянській сім'ї. Київ, 1967
- Передмова. // Пост імені Ярослава Галана. Львів, 1967
- Історія міст і сіл Української РСР. Львівська область. Київ, 1968 (главный редактор)
- Вища школа УРСР. Київ, 1971
- Исторический опыт КПСС по решению национального вопроса. Москва, 1972
- Дві концепції минулого і сучасного України. // Жовтень. № 1-5. 1972.